# Hvězdná velikost

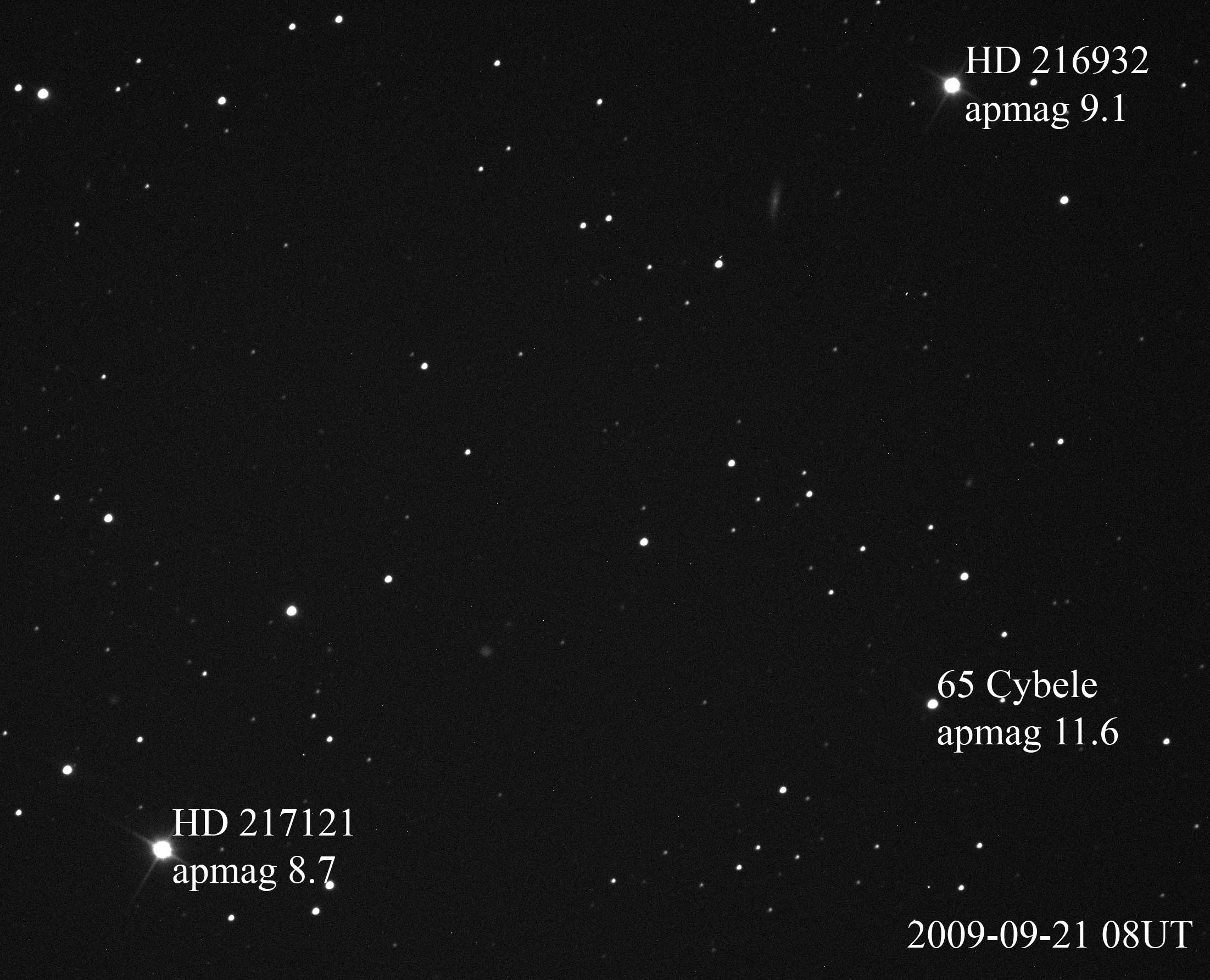
Hvězdy s různou hvězdnou velikostí

Hvězdná velikost (zdánlivá magnituda, zdánlivá hvězdná velikost, zdánlivá jasnost, symbol mag nebo m) je fotometrická veličina používaná v astronomii, která udává jasnost objektu (světelného zdroje) na obloze. Její hodnota je nepřímo úměrná intenzitě záření přicházející k Zemi, kde je pozorováno nebo měřeno. Zdánlivá se nazývá, protože závisí na vzdálenosti zářícího objektu, intenzita klesá s druhou mocninou vzdálenosti. Pro porovnání skutečných jasností hvězd se používá absolutní hvězdná velikost. Nejedná se o veličinu SI.
Historicky se jednalo o třídy hvězd, číslo 1 označovalo nejjasnější hvězdy, číslo 6 ty pouhým okem sotva viditelné. Dnes je definováno matematicky jako převrácená logaritmická škála, nejjasnější objekty Sluneční soustavy mají hodnoty záporné, nejslabší objekty pozorovatelné jen nejvýkonnějšími vesmírnými dalekohledy mají zdánlivou magnitudu přes 30. 

## Historie  a definice
Starověká astronomie (astronom Hipparchos v 2. století př. n. l.) zavedla hrubé rozdělení hvězd podle jasnosti do šesti skupin, zvaných třídy: nejjasnější 1. mag, nejslabší 6. mag. Z tohoto rozdělení v roce 1854 vyšel Norman Robert Pogson a vytvořil matematický předpis pro obecnou jednotku jasnosti. Tato jednotka vychází z Weber-Fechnerova psychofyzikálního zákona, který říká, že mění-li se fyzikální podněty působící na naše smysly řadou geometrickou, vnímáme jejich změnu řadou aritmetickou. (Tento zákon se týká zvuku, osvětlení nebo odhadu hmotnosti.) Magnituda je proto logaritmická jednotka, u které platí, že 1 mag rozdílu jasnosti odpovídá jasnostem v poměru 2,512:1 (tzv. Pogsonův poměr). Tento poměr byl zvolen tak, že hvězdy lišící se o 5 mag mají vzájemný poměr jasností 1:100, čímž se zhruba dodržuje starověký význam magnitudy. Je třeba upozornit, že v souladu s tímto historickým významem znamená vyšší magnituda nižší jasnost hvězdy.
Rozdíl hvězdných velikostí dvou hvězd m1 − m2 je tedy definován pomocí tzv. Pogsonovy rovnice
m1 − m2 = −2,5 log10(I1/I2),
kde I1 a I2 jsou hustoty světelného toku (množství světla dopadajících na jednotku plochy za jednotku času) dopadajícího na lidské oko nebo čidlo přístroje ze dvou srovnávaných hvězd. Hvězdná velikost m libovolné hvězdy je tedy rovna
m = −2,5 log10(I/I0),
kde I0 je hustota světelného toku hvězdy, které byla definitoricky přiřčena hvězdná velikost 0m. Původně byly hvězdné velikosti kalibrovány podle vybraných hvězd v okolí severního světového pólu (tzv. severní polární posloupnost).

## Hvězdné velikosti nejslabších pozorovatelných objektů
Lidské oko by v ideálním případě dokonale tmavého pozadí (kterého se v praxi nedosáhne) mělo být schopno registrovat hvězdy maximálně 8. až 9. mag. V praxi jsou okem bez dalekohledu za dobrých pozorovacích podmínek viditelné objekty o hvězdné velikosti asi 6. magnitudy (6m), na přírodní, skutečně tmavé obloze (stupeň Bortleho stupnici světelného znečištění 1, v ČR se již nevyskytuje) až 8m. Nejslabší hvězdy viditelné Hubbleovým vesmírným dalekohledem mají hvězdnou velikost 30m.

## Absolutní hvězdná velikost
Je zřejmé, že kromě skutečné svítivosti hvězdy, dané jejími fyzikálními vlastnostmi, má na hodnotu hvězdné velikosti vliv také její vzdálenost od Země. Proto se kromě této (tzv. zdánlivé, nesprávně relativní) zavádí také tzv. absolutní hvězdná velikost, která uvádí hvězdnou velikost, kterou by hvězda měla, pokud by byla ve vzdálenosti 10 parseků. Absolutní hvězdná velikost tak závisí pouze na skutečné svítivosti hvězdy.

## Závislost na vlnové délce
V době zavedení této veličiny do astronomické praxe, v 19. století, byly hvězdné velikosti určovány na základě srovnávání vjemu, kterým působily obrazy hvězd na lidské oko při pozorování v dalekohledu. Dnes takto určovanou veličinu nazýváme vizuální hvězdnou velikostí a její symbol doplňujeme indexem v (mv, odvozeno od angl. visual). Stanovujeme-li ji na podkladě fotografií hvězdných objektů, označujeme ji jako fotografickou a značíme mph (photographic); použijeme-li speciální fotografický materiál, se spektrální citlivostí podobnou citlivosti lidského oka, značíme ji mpv (photovisual).
Přístroji se dá měřit hvězdná velikost ve vybraných spektrálních oborech. Nejčastěji se měří v kombinaci tří pásem, a to v ultrafialovém oboru při vlnové délce 350 nm (symbol veličiny mU nebo U), ve viditelné oblasti při 435 nm (modrá barva, mB nebo B) a při 555 nm (žlutozelená barva, u které je maximum citlivosti lidského oka, mV nebo V). Pro hvězdy spektrální třídy A0 jsou si všechny tyto veličiny právě (definitoricky) rovny. Současné stanovení těchto tří veličin napovídá o povrchové teplotě dané hvězdy; čím jsou rozdíly B−V a U−B větší (pozitivnější), tím jsou povrchové teploty daných hvězd nižší a naopak.

## Nejjasnější objekty na obloze
| Objekt                    | Hvězdná velikost | Hvězdná velikost | Vzdálenost (ly) |
| Objekt                    | zdánlivá         | absolutní        | Vzdálenost (ly) |
| ------------------------- | ---------------- | ---------------- | --------------- |
| Slunce                    | −26,6            | 4,8              | 1,5×108 km      |
| Měsíc v úplňku            | −12,6            | —                | 3,844×105 km    |
| Záblesky satelitů Iridium | −8,0             | —                | ~1500 km        |
| Venuše                    | −4,4             | —                | —               |
| ISS                       | −3,5             | —                | ~400 km         |
| Mars                      | −2,95            | —                | —               |
| Jupiter                   | −2,7             | —                | —               |
| Sirius A                  | −1,46            | 1,4              | 9               |
| Canopus                   | −0,72            | −2,5             | 310             |
| Alfa Centauri A           | −0,27            | 4,37             | 4               |
| Arcturus                  | −0,04            | −0,1             | 36              |
| Vega                      | 0,03             | 0,5              | 26              |
| Capella                   | 0,08             | −0,4             | 41              |
| Rigel A                   | 0,12             | −7,0             | 900             |
| Prokyon A                 | 0,38             | 2,68             | 11              |
| Achernar                  | 0,46             | −2,77            | 144             |
| Betelgeuze                | 0,50             | −7,2             | 600             |